# 欣森 (佛羅里達州)
欣森（英語：Hinson）是位於美國佛羅里達州加茲登縣的一個非建制地區。該地的面積和人口皆未知。

## 地理
欣森的座標為30°38′51″N 84°25′00″W / 30.64750°N 84.41667°W，而該地的平均海拔高度為79米（即259英尺）。